# 이욱희
이욱희(李昱熺, 1986년 4월 15일~)는 대한민국의 제12대 충청북도의원이다. 대구광역시 출생이다.

## 학력
- 경북대학교 IT대학 재료공학 학사
- 충북대학교 대학원 전기공학 석사 수료

## 경력
- SK하이닉스
- 충북대학교 총동문회 부회장
- 청주시 흥덕구 복대1동 주민자치위원회 고문
- 청주솔밭초등학교 운영위원
- 제20대 대통령 선거 국민의힘 청주시 흥덕구 청년단장
- 제20대 대통령 선거 국민의힘 중앙선거대책본부 충북본부 디지털위원장
- 국민의힘 충청북도당 노동위원장
- 충청북도 2050 탄소중립녹색성장위원회 위원
- 민주평화통일자문위원회 자문위원
- 국민의힘 충청북도당 자문위원
- 2022. 7.~2023. 12. 제12대 충청북도의회 의원
- 2022. 7.~2023. 12. 제12대 충청북도의회 전반기 교육위원회 위원
- 2022. 7.~2023. 12. 제12대 충청북도의회 전반기 예산결산특별위원회 부위원장
- 2024. 3.~2024. 4.: 제22대 국회의원선거 국민의힘 충북도당 선거대책위원회 공동선대위원장
- 2024. 3.~2024. 4.: 제22대 국회의원 선거 국민의힘 김동원 충북 청주 흥덕 선거구 후보 동참 선거대책위원회 공동선대위원장
- 2024. 7.~2025. 7.: 국민의힘 충북도당 수석부위원장

## 역대 선거 결과
| 실시년도 | 선거      | 대수 | 직책   | 선거구                | 정당     | 득표수   | 득표율          | 순위 | 당락 | 비고           |
| -------- | --------- | ---- | ------ | --------------------- | -------- | -------- | --------------- | ---- | ---- | -------------- |
| 2022년   | 지방 선거 | 12대 | 도의원 | 충북 청주시 제9선거구 | 국민의힘 | 10,742표 | \| \| 53.37% \| | 1위  |      | 초선, 민선 8기 |
|          | 53.37%    |      |        |                       |          |          |                 |      |      |                |